# Penny Market
Penny Market (з нім. Penny Markt) — німецька мережа супермаркетів типу дискаунтер зі штаб-квартирою в Кельні, яка оперує 3 550 магазинами у Німеччині, Австрії, Чехії, Угорщині, Італії, Румунії. З 1989 року належить «REWE Group».
Заснована у 1973 році в Кельні.

## Історія

### Заснування дискаунтера
17 травня 1973 року Leibbrand Group відкрила перший магазин Penny в центрі міста Лімбург-ан-дер-Лан. Успіх цього магазину спонукав власників відкривати інші магазини під цим брендом. Penny перетворилася на швидкозростаючу мережу дисконтних магазинів. З метою участі в успіху всієї Leibbrand Group, Rewe Group придбала частку в 1974 році. У 1989 році Leibbrand Group, включаючи Penny, потім повністю злилася з Rewe Group. У той час Penny вносила велику частку в продажі всієї групи.  
Після возз'єднання Німеччини Penny розширила свою діяльність на нові федеральні землі. На початку 1990-х років компанія також привернула до себе більшу увагу завдяки широкій рекламній кампанії для різних роздрібних брендів пива.   

## Мережа
| Країна    | Кількість магазинів |
| --------- | ------------------- |
| Австрія   | 290                 |
| Чехія     | 370                 |
| Німеччина | 2,250               |
| Угорщина  | 223                 |
| Італія    | 365                 |
| Румунія   | 216                 |

У 2015 році мережа покинула ринок Болгарії.